# 古田敦也
古田 敦也（ふるた あつや、1965年8月6日 - ）は、兵庫県川西市出身の元プロ野球選手（捕手、右投右打）・監督、野球解説者、スポーツキャスター、タレント、YouTuber。日本プロ野球名球会理事長。株式会社エーポイント所属。マネジメント事務所は株式会社ビッグベンと業務提携。妻は元フジテレビアナウンサーの中井美穂。

## 概要
選手としてヤクルトスワローズ→東京ヤクルトスワローズ一筋で現役を過ごし、名捕手として一時代を築いた。史上14位タイの8度の年間打率3割達成者で、シーズン盗塁阻止率.644と通算盗塁阻止率.462は日本記録。捕手としての生涯打率の日本記録保持者。ソウルオリンピック野球の銀メダリスト。
2004年のプロ野球再編問題発生時には日本プロ野球選手会会長として球団側との先頭に立ち、史上初のプロ野球ストライキ決行を主導して交渉を導いた。
『マイナビニュース』にて2014年に実施された「『ミスタースワローズ』といえば誰ですか？」のアンケート（投票者数：マイナビニュース会員733名）では得票率47.5％を記録し、2位以下を大きく引き離して1位を獲得。

## 経歴

### 生い立ち
川西市立加茂小学校3年の時、地元・川西市の少年野球チーム「加茂ブレーブス」に入団。100人ほどの小学生が所属していた少年野球チームであり、AからDの4チームに分かれていた。入団直後、Dチームに入れられたが、Dチームにはキャッチャーがいなかったという理由と「（当時）太っていたから」という理由で捕手を任される。少年時代に好きだった選手は梨田昌孝である。また、当時は阪急ブレーブスのファンクラブ組織である「ブレーブスこども会」の会員でもあった。屋敷要は小学校の先輩で屋敷と入れ違いで入学。互いの妹同士は同級生である。
川西市立川西南中学校で野球を続けるが、野球がうまいため上級生から暴力、1リットルのコーラの一気飲みの強要、度を越した罰走などのいじめを受け中1の1学期で野球部を退部。親にやめると話したらいろいろなところに掛け合ってくれて、夏休み明けの中1の2学期に転校した。宝塚市立南ひばりガ丘中学校時代から注目され、高校進学時には私立校から誘いがあったものの、自宅に近い公立の兵庫県立川西明峰高等学校に進学、高校3年間はほぼ無名の存在だった。
3年の8月から受験勉強を始め、関西大学商学部、立命館大学経営学部経営学科の一般入試を受験し、どちらも合格した。合格後は高校時代の監督から立命館の練習に参加するよう勧められ、そこで評価を得た。当時、関西学生野球リーグにおいて関西大学は立命館大学より強豪だったため、関西大学への進学を決めて、入学を断るつもりで立命館大学へ挨拶に出向いたところ、古田を勧誘していた立命館大学硬式野球部監督の中尾卓一に大喜びされ強引に押し切られた。またその夜、先輩に高級料亭における夕食に誘われ、京都の祇園の夜の街に魅せられたことで心変わりし、1984年春に立命館大学に入学して、硬式野球部に入部した。同期の同学科には寺地永が居る。

### 立命館大学時代
高校時代は裸眼の視力は0.5程あったが、受験勉強により、0.1にまで下がった。大学キャンパス内で先輩に会った際に大きい声であいさつしなければならないため、大学に入ってから眼鏡をかけるようになった。古田は「見えませんでした、気がつきませんでしたじゃすまされないんで、もう眼鏡をかけるしかないと…」と語っている。
当時の関西学生野球リーグは近畿大学の全盛期であったが、3年時の1986年には、エース岩本利仁とバッテリーを組み、チームを春季・秋季連続優勝に導く。4年時の1987年にはキャプテンを務め、日米大学野球選手権大会日本代表に選出されるなどその実力はプロ各球団からも注目され、この頃にプロを目指すようになった。リーグ通算77試合に出場し234打数72安打、打率.308、8本塁打、44打点。ベストナイン（捕手）に4度選ばれた。
野球部の中尾監督に日本ハムのスカウトから上位指名の連絡が入っていたため、11月18日のドラフト会議当日には大学が会見用のひな壇を設置し、垂れ幕まで用意されていたが、指名を確約された球団を含めどの球団からも指名されなかった。当時日本ハムファイターズ球団常務だった大沢啓二によると、「古田は鳥目だ」という真偽不明の情報が流れたことによって、日本ハムは指名を取りやめたと後に新聞連載に記載している。また、2009年の自著ではやはり乱視が原因なのではないかと振り返っており、後のインタビューでも古田はメガネが原因で外れたと語っている。後年に古田は、この際の屈辱が自身の反骨心に火をつけ、意地でもプロで活躍してやるという強い気持ちに繋がったと述べている。プロ入りが成らなかった古田は一般枠で新卒採用に応募し、トヨタ自動車から内定を得て、1988年3月に立命館大学経営学部を卒業して経営学士号を取得した。

### トヨタ自動車時代
1988年4月、トヨタ自動車に入社した古田は人事部に配属され、野球部の練習が無い時間帯には従業員のトラブル処理や社内レクリエーションの企画・運営などに従事していた。新人研修ではディーラーで営業の仕事もした。古田は社会人野球時代を経たことで普通の金銭感覚が身につき、当時の経験がプロ入り後にも役立っていたと語っている。
トヨタ自動車硬式野球部では1年目から正捕手を任され、主軸打者として都市対抗野球大会でも活躍。1年目の都市対抗ではNTT東海の補強選手としてチームの準優勝に貢献した。8月に行われたソウルオリンピックの野球（公開競技）日本代表となるが、古田は当時「（プロに行くために）五輪メンバーに選ばれないといけない」と考え、ジャパンの監督が誰か、バッテリーコーチが誰かと調べて、野球観を調べた。すると「元気があって、国際大会の環境の悪い中でもへこたれない、あきらめないやつが好きだ」との情報を得て、すぐに実行。何十人と来る選考会で「ボール回しでも“ヤー”とか言いながら、一生懸命、声出して野球をやった」。そして、見事に日本代表の座を射止め、野茂英雄、潮崎哲也らとバッテリーを組み、決勝でアメリカに敗れたものの、銀メダル獲得に貢献した。2年目はチームを9年ぶりの都市対抗出場に導き、2回戦では優勝することになるプリンスホテルに惜敗した。秋の日本選手権では2回戦で鈴木哲が先発した熊谷組に敗れた。
古田は1989年のドラフト会議に際し、巨人かヤクルトを希望していると報じられた。ヤクルトは大卒時の1987年のドラフトでも古田を指名候補に入れていたが、この時は2位以上でないとプロ入りしないとの情報を受けて事前に撤退したとされている。ただし、この時のドラフトでヤクルトから1位指名された長嶋一茂によれば、立教大学の先輩で父の茂雄とも親しかったスカウト部長の片岡宏雄に「古田くんをなぜ獲得しないんですか？」と聞いたところ、「メガネだ。目」とメガネが理由であることを聞かされ、疑問に思ったと語っている。
当時のヤクルト野手陣は関根潤三監督の下で池山隆寛、広沢克己ら若手が急成長し次々とレギュラーを獲得して着実に陣容が強化されていたが、その中で唯一残されていた課題が捕手だった。ベテラン八重樫幸雄の後の正捕手の座を争っていたのは主に秦真司と中西親志の二人だったが、秦は打撃に優れるが守備難で捕逸が多く、中西は捕球に優れるが打撃が打率二割に満たない非力さで、さらに両者共に盗塁阻止率が低かったので、強肩・好守の即戦力捕手の獲得が急務だった。自身も捕手だった片岡スカウト部長は、オリンピックで経験を積んで進境著しい古田のプレーに惚れ込んで獲得に動き、担当スカウトの羅本新二に古田との交渉を進めさせ、夏の編成会議で相馬和夫球団社長、田口周球団代表、関根監督ら球団首脳に古田を強く推薦して了承を取り付け、古田の2位指名が内定した。古田はトヨタへ挨拶に訪れた片岡からドラフト指名の意思を正式に伝えられたが、大卒時にプロ球団の裏切りに遭っていた古田は不信感を拭い去ることができず「本当ですか？嘘じゃないでしょうね？」と何度も片岡に念を押している。
しかし、10月に相馬・田口の推す若松勉ではなく、ヤクルト本社社長の桑原潤が推す野村克也が新監督に就任すると状況が一変する。野村は大学の間に変なクセがついてしまう傾向があるなどとして「大学出に名捕手はいない」という持論を展開しており、就任直後の『週刊ベースボール』の取材に対しても、高卒4年目で強肩の若手・飯田哲也を自らの手で正捕手に育て上げるという構想を示していた。そして大卒社会人で眼鏡をかけている古田の指名をやめるよう要求してきたが、片岡は「古田との約束を破ることになるのでそれはできない」と反発。球団幹部も古田指名の方針を崩さなかった。片岡は指名直前にも野村が「古田はやめよう。捕手はワシが育てる」と食い下がったと語っているが、ヤクルトは当初の予定通り古田を2位で指名した。
これに対し野村は自著で、就任直後のドラフトに際し自分が片岡に今年のドラフト候補に良い捕手はいないのかと質したところ、片岡が古田の名前を出して「メガネをかけているんですが…」「打撃には目をつぶってもらえますか」と言ってきたので、メガネをかけていても問題は無いと言って古田を獲得するよう命じたと主張。また古田との対談でも「編成部長（※スカウト部長の誤り）に『いいキャッチャーいないか？』って言ったら、『一人います。でも、メガネかけているんですよね』って。これが、後々俺が大反対しているように言われて。俺言ったことないから」と大笑いし、「今、コンタクトもあるし、レンズも軽量化して問題じゃないのに、そんなこと言う訳ない。あれには参った。それで編成部長が言うのよ。『バッティングは目をつぶってくれますか？』って。まあ、キャッチャーは守れて、頭よくて、肩が強ければそれで十分って言って、それで（古田獲得に）いこうって。まさか獲れるとは思わなかったけど、これも一つの縁だよね」と主張し、上記片岡の意見とは対立している。
そもそも、野村と片岡の間には同年ドラフトでの黒須陽一郎をめぐる一連の問題を発端とするドラフト指名戦略の違いや片岡が懇意にしていた立大野球部の一つ上の先輩でもある長嶋茂雄に対する野村の度重なる挑発、そしてその息子・一茂の扱いへの不満など、様々な問題を巡っての根深い確執があり、古田指名の件についても当時ヤクルトのスカウトだった鳥原公二（後にスカウト部長）は「野村はドラフト前の会議まで古田との指名約束があること自体を知らなかったため、会議では「もう決めている選手がいる」と訴えるスカウト側との間で攻防があった。古田の指名についても野村は「メガネをかけているなぁ」と独り言をつぶやいただけで、メガネがダメという話はなかった」と片岡とは異なる見解を述べている。

### ヤクルト選手専任時代
1990年、新人の中では1位指名の西村龍次と古田がユマの一軍キャンプメンバーに選ばれた。取材陣からは「即戦力の西村と古田が、どれ位の力を出せるかで今年のヤクルトの戦力アップにつながるか解る」と評価される一方で、野村はキャンプでも記者に対して「メガネを掛けているとマスクがズレる」と語るなど、古田への評価はマスコミと野村とで温度差があった。また野村は新人時代の古田について「肩は一流、打撃は二流、リードは三流。」と辛辣な評価を下している。
キャンプ終了後、野村は前年の主戦捕手だった秦と中西の二択から当面の正捕手を秦に定め、4月7日の開幕戦は秦がスタメン出場し古田を控えに回した。しかし野村は秦の捕手としての能力を買っておらず、前年には飯田を正捕手として育成する構想すらもっていた。そして秦は打撃力を活かすために三塁にコンバートする方針だったが、広沢克己を三塁に回す為にコンバートを延期し、やむなく秦を暫定起用した。ところがやはり秦はリードや守備での不安を露呈し、第三捕手兼代走としてベンチ入りしていた飯田が4月24日に急遽二塁にコンバートされていたこともあり、4月28日に古田が初めてスタメンで出場する。古田をこの時期にスタメンに抜擢した理由について、野村は「秦や中西のリードに納得できなかったので仕方なく「古田、お前行け」と命じたのがきっかけだった」と述べている。
6月上旬までは秦と併用されていたが、新外国人ドウェイン・マーフィーが離脱してそのポジションが空くと野村は秦を外野にコンバート。スタメンに定着した古田の実力はライバルチームからも高く評価されるようになり、新人ながら監督推薦（藤田元司監督）でオールスター出場を果した。そして、試合に出るようになると野村は古田を試合中に叱るようになるが、ここでも古田は持ち前の負けん気を発揮し「どうせ怒られるなら近くにいようと思って「すいませんここに座らせてください」と言って近くに座るようになりました」とポジティブな姿勢を示した。また、当時について「その時に違う指揮官だったり「力と力のガチンコだ」とかばっかり言われていたら僕もそういう選手になっていたと思います。たまたまそこで出会った指揮官がそういう強い気持ちとか攻撃的な気持ちを持つのは当たり前で、それに加えて頭を使えと「頭使えたら弱いやつでも勝てる」という考えだったので僕も若かったですし、非常に勉強にもなりましたね。非常に腑に落ちましたし、そういう意味ではいい刺激を与えていただいたと思っています」と古田自身の野球観の変化を語っている。シーズン後半は中西と併用されたが古田は攻守両面で中西を上回り、正捕手の地位を確かなものとした。大矢明彦以来となる新人の盗塁阻止率リーグ1位（.527）を記録してゴールデングラブ賞受賞を果たし、課題とされていた打撃面でも334打席に立って打率.250、26打点と及第点の数字を残した。
先輩捕手だった八重樫は「古田がレギュラーになってピッチャーとキャッチャーがよく話をするようになったと思います。若い投手が多かったし、古田とも年齢が近かったから、試合後にも自発的にミーティングをするようになっていたね。それまでは"一方通行"だったけど、その点は大きく変わった」「古田の存在はとても大きかったですから。古田の高い要求に、しっかり応える好投手たち。野村監督時代はバッテリーを中心にしっかりとした野球をしていた。そんな印象がありますね」と古田を称えた。
1991年、オールスターゲーム第1戦（東京ドーム）では相手走者の盗塁3度を全て刺し、MVPを受賞。シーズンでは打率.340で首位打者を獲得。首位打者を獲得した捕手は野村以来史上2人目、セントラル・リーグでは史上初であり、捕手による打撃3部門（打率、本塁打、打点）のいずれかのタイトル獲得は野村、田淵幸一に次ぐ史上3人目だった。
この首位打者獲得を巡っては、落合博満との激しいタイトル争いがあった。10月12日終了時点で、古田は.3390、落合は.3352で翌日の直接対決を含めてヤクルトは残り2試合、中日は残り4試合で、中日の方が先に全日程を終了する予定だった。そこで、ヤクルト野村監督は、13日の最後の直接対決で落合を全打席敬遠するよう指示し、結果として落合は1試合6四球となり、現在も残る日本新記録となった（古田は欠場）。落合は3試合残っていたが、14日大洋戦で4打数0安打で打率を.3315まで落として逆転は絶望視され、さらに15日（ダブルヘッダー1試合目）広島戦では第1打席凡退のため.3306となった。ところが、そこからダブルヘッダー2試合目（シーズン最終戦）にまたがって5打席連続安打で打率を.3396として古田を逆転、そのままベンチに退いた。残り16日の広島戦のみを残す古田は、2打数1安打や5打数2安打で再逆転のところ、最終戦は朝6時まで眠れなかったというプレッシャーの中、第1打席で安打を放って事実上首位打者を確定させ、2打席目は凡打でベンチに退いた。広沢は「あの重圧の中、よく打ったものだと思う」と語っている。
1992年、6月6日から7月11日にかけて24試合連続安打を記録。同年のオールスターゲーム第2戦（千葉マリンスタジアム）では、オールスター史上初のサイクル安打を記録し、MVPを受賞した。シーズンでは全試合出場を果たし、リーグ3位の打率.316、リーグ2位タイ・自己最多の30本塁打、リーグ5位の86打点を挙げるなど攻守にわたって活躍し、ヤクルトの1978年以来14年ぶりとなるリーグ優勝に貢献した。日本シリーズ（対西武ライオンズ）にも出場したが、チームは3勝4敗で敗れる。
1993年は、5月27日の対読売ジャイアンツ戦で、大久保博元が高津臣吾から左手首に死球を受けた際、「ファウルじゃないの？」と審判に言ったこと（大久保はその後骨折が判明して長期離脱となった）で巨人ベンチの怒りを買い、続く対戦となった6月8日の試合前には、試合前に巨人側から報復死球が予告された。そして現にその8日の試合で古田は1打席目に宮本和知から死球を受け、その後本塁突入の際には吉原孝介に執拗なタッチを受け、それに対してジャック・ハウエルが怒ったことで乱闘騒ぎに発展した。
シーズンを通じては2年連続となる全試合出場を果たしリーグ優勝の原動力となり、シーズンMVPに選ばれた。この年の盗塁阻止率.644は2024年現在も破られていない日本記録である。日本シリーズでは前年と同じ西武ライオンズとの対戦で、伊東勤との捕手対決が話題となる。チームは4勝3敗で日本シリーズを制覇。
1994年は、初のCDデビュー（下記）を果たすも、その発売6日後、開幕4戦目の4月14日に対広島東洋カープ2回戦で前田智徳のファウルチップを受けて右手人差し指を骨折し、シーズン序盤から長期離脱する。6月14日に一軍・スタメン復帰を果たすも、今度は打撃が不振を極め、スタメン落ちすることもあった。結局76試合の出場、打率.238、3本塁打、19打点という成績でチームも4位に終わる。
1995年、公式戦全試合に出場。オリックス・ブルーウェーブとの日本シリーズではイチローとの対戦が注目を集めた。ミーティングではイチロー対策に多くの時間を割き、試合でも配球を工夫してイチローを抑え、4勝1敗で2年ぶりの日本一となった。同年オフ、当時フジテレビのアナウンサーだった中井美穂と結婚。
1997年は全試合に出場し、4番打者としてリーグ3位の打率.322、本塁打は9本ながら勝負強い打撃でリーグ6位の86打点を記録するなど活躍。西武ライオンズとの日本シリーズでは1勝1敗で舞台を神宮に移した第3戦で3対3の同点の8回裏に渡辺久信から勝ち越し本塁打を放ち、4勝1敗で制覇し、捕手として初めてセ・リーグのシーズンMVPと日本シリーズMVPの両方を受賞した。
1998年には通算1000試合出場を達成したものの、打撃がやや不調でチームも4位に終わった。同年限りで恩師・野村がヤクルト監督を退任。オフにフリーエージェントの権利を行使してヤクルトと5年契約を結び、労働組合日本プロ野球選手会会長にも就任した（プロ野球再編問題参照）。
若松勉が監督に就任した1999年は5度目の打率3割を達成し、同年行われた2000年シドニーオリンピックの野球競技・アジア最終予選たる第20回アジア野球選手権大会の日本代表にチーム最年長選手として選出された。2000年は、五輪の本大会には出場できなかった。ヤクルトは3季連続の4位を喫したが、自身は2度目のシーズン盗塁阻止率6割を達成した。
2001年、首位争いの中で迎えた8月28日の対中日ドラゴンズ戦（神宮）の9回表、左膝後十字靭帯を損傷する全治3週間の重傷を負った。8月30日に出場選手登録を抹消され、9月17日までの19試合を欠場。復帰当初は主に代打での出場だった。9月24日に先発復帰した際には膝の関節が過度に曲がらないよう、後部のベルト部分にパッドの付いた特製のレガースを着用していた。10月6日に4年ぶり、自身5度目のリーグ優勝を果たした。シーズンでは松井秀喜と首位打者を争い、自身2番目・リーグ2位の打率.324を記録するなど活躍。大阪近鉄バファローズとの日本シリーズは14打数7安打、打率.500、本塁打1、打点7を記録し、近鉄いてまえ打線を打率.171に抑え、4勝1敗で勝利し、自身2度目のシリーズMVPを受賞した。
2002年4年ぶりに10本塁打に届かなかったが打率3割を記録した。また満塁では11打数8安打（打率.727）を記録するなど満塁での勝負強さが光った。
2003年開幕直前に右手薬指を骨折したが完治しないまま開幕戦を強行出場する。6月28日、対広島戦で日本タイ記録となる1試合4本塁打・4打数連続本塁打を記録。シーズンでも先発マスクは一試合だけ欠場しただけで打率こそ2年ぶりに3割を割ったが1995年以来の20本塁打以上を記録した。
2004年開幕から打撃好調でタイトル争いにも加わっていたが、上記にあった通り球界再編による選手会の活動が激務で日に日に成績は下降。なんとか通算8回目となるシーズン打率3割を残した（これが現役最後の規定打席到達だった）。39歳になるシーズンでの打率3割達成は史上3人目、捕手としては史上初であり、打率.306は岩本義行と門田博光に次いで年齢別歴代3位、148安打は岩本と並んで年齢別歴代1位だった。一方で盗塁阻止率はリーグ最下位の.259を記録するなど、肩の衰えが顕著となった。
2005年4月24日（対広島戦、坊ちゃんスタジアム）、捕手としては野村克也以来史上2人目、セ・リーグの捕手として、また大卒・社会人を経てプロ入りした捕手としては史上初の通算2000安打を達成。しかし、4月27日の対読売ジャイアンツ戦にて、左睾丸部打撲で全治1週間の怪我を負う。これをきっかけに体調を崩し、扁桃腺炎を発症して出場選手登録を抹消された。さらに8月19日にも左大腿部裏を肉離れするなど、このシーズンは2度にわたって戦線を離脱し11年ぶりに規定打席未到達となり、小野公誠や米野智人ら後輩捕手に出場機会を譲った。10月5日には通算1000打点を達成した。

### ヤクルト選手兼任監督時代
2005年限りで若松が監督を退任、後任として古田に白羽の矢が立つ。10月18日、かつての恩師である野村克也以来29年ぶりとなる選手兼任監督として、翌2006年シーズンからヤクルトの指揮を執ることで球団と合意した（選手として1年契約、監督としては2年契約）。
ファンサービスの改善策について球団と交渉を続け、球団外部からカカクコム社長（当時）の穐田誉輝らを招聘。「F-Project」を11月1日に発足させ、様々なファンサービス策と地域密着策を次々と展開。古田はこのF-Projectの一環として球団に対し、球団名に都市名を冠することを提案。12月19日のプロ野球実行委員会で新球団名「東京ヤクルトスワローズ」への改称が承認された（プロジェクトの主な概略については東京ヤクルトスワローズ#F-Projectとヤクルトタウンも併せて参照）。
監督としての最初の仕事は、翌2006年シーズンに契約を結ばない選手を決めることであった。編成担当から名簿を渡され「いらない選手に×してください」と、頼まれたが、本人は後に辛かったと振り返っている。
2006年、メディアや評論家はそれまでの堅実なプレースタイルから「手堅い野球をするだろう」と予想していたが、1番青木宣親、2番アダム・リグス、3番岩村明憲、4番アレックス・ラミレス、5番グレッグ・ラロッカという攻撃的な布陣を敷く。同年の総本塁打161はリーグ最多、総得点669も中日ドラゴンズと並ぶリーグ最多タイだった。一方投手陣は駒数が揃わず、特にリリーフ陣は石井弘寿と五十嵐亮太の怪我及び不調が原因で固定できなかった。監督として70勝73敗3分、勝率.490でリーグ3位の成績を残したが、選手としては36試合の出場にとどまり、シーズン成績も自己最低に終わった。同年オフの契約更改交渉では選手分年俸の大幅減俸を言い渡され、当時のプロ野球史上最大減俸幅となる1億8000万円減（75%減）の6000万円で契約を更改した。

### 現役引退・監督退任
2007年、ラミレスと青木がシーズン終盤に首位打者争いを繰り広げ、最終的にラミレスがセ・リーグ最多（プロ野球歴代5位）となる204安打を記録し、タイトルを獲得。一方古田は通算2000試合出場こそ達成したものの、その記録を達成した試合では、横浜・石川雄洋が大量得点差のついた状況で盗塁を試みたことに端を発する遠藤政隆の危険球判定にめぐって審判との口論の末に「（審判には）常識がない」という趣旨の暴言を吐いたという理由で退場処分を受けた上、前年から抱えていた右肩痛の回復が遅れ8月までに出場した試合はわずか3試合だった。自身の出場選手登録も2度抹消するなど、ベンチで采配に専念する日々が続いた。
9月17日、ヤクルトのBクラスが確定し、クライマックスシリーズ進出の可能性がなくなった時点で辞意を固め、9月19日明治神宮外苑にある明治記念館で行われた記者会見で「チームの成績不振の責任を取りたい」として現役引退と監督退任を発表した。会見では退任の理由について「社長からは『もう一年（やったら）どうだ』とも言われたが、誰かに責任を負わすわけにもいかない」と語った。引退・退任を表明した後、「辞めないで」「ご苦労様」「ありがとう」などの声がヤクルトファンのみならず、他球団のファンからも飛び交った。
9月27日の対広島戦でシーズン初安打を放つ。敵地・広島市民球場での試合であったが、試合後には広島監督のマーティ・ブラウンから花束を送られ、古田がそれに応え両軍ファンにサインボールを投げ込むささやかなセレモニーが行われた。過去に所属経験のない相手球団の主催試合で引退セレモニーが行われるのは異例のことであった。
神宮球場における最後の出場となった10月7日、古田の引退試合が行われた。奇しくも対戦相手は同じ広島であった。神宮での最終打席となる8回裏の第4打席では、前日に広島市民球場で引退試合を行ったばかりの佐々岡真司が登板し（前日、佐々岡が自ら登板を志願していた。佐々岡にとってこれが現役最後の登板となった）、遊ゴロに終わった。古田は後年「（この日の最終打席で）佐々岡が登板することは聞いていた」ことを明かしており、「球が遅いんですよ。（佐々岡も選手としてのピークは過ぎており）プロの球じゃないんです。もうトロトロトロって。もっとピュッときてくれんかなと。『これ引っ掛けるわ』と思ったらショートゴロだった」と対戦を回顧している。また、この試合の8回には石井一、9回には高津とバッテリーを組んで現役最後のマスクを被った。引退試合翌々日の10月9日ヤクルトのシーズン最終戦（横浜スタジアム）、アダム・リグスの代打として最後の打席に立ち、吉見祐治からレフト前に現役通算2097本目のヒットを放って有終の美を飾った。
10月11日、監督として最後の仕事であるシーズン終了報告のためヤクルト本社を訪れ、堀澄也オーナーと会談。その席上で背番号「27」を球団初の「名誉番号」とする提案を受け、快諾した。また球団からは功労金として5000万円が贈られた。一方、前日の10月10日、球団が高津臣吾に対し突如戦力外を通告した件について、球団フロントからの事前通告や話し合いの機会が一切なかった件などに言及するなど、最後までフロントとの間に軋轢が残った。

### 現役引退後
2007年11月21日付で任意引退が公示され、ヤクルトを退団。11月23日のファン感謝デーには高津同様不参加だったが、11月25日の「新報道プレミアA」にコメンテーターとして復帰した。11月28日放送の「トリビアの泉2007秋SP」に出演し、その後はコメンテーターとしてテレビ出演。解説者としての初出演は2007年アジア野球選手権大会・野球日本代表の試合（テレビ朝日）。2008年の北京オリンピックではジャパンコンソーシアムの野球の解説ではなくフジテレビジョンの中継総合キャスターとして出演した（なお、プロ野球中継解説者としてはテレビ朝日だけ所属契約しているものの、特定局との専属契約はせず、フリーでの出演）。
2015年1月23日、野球殿堂において255票獲得しプレーヤー表彰に選出された。一問一答での「捕手とは？」の質問には、「相手の嫌がることをやらなきゃいけない。死球を当てると厳しく対応される時代だったが、それをかいくぐりながら、そこそこ成績を残せた」と現役時代を振り返った。野村克也は「私がヤクルトで9年間監督を務めた間に4度優勝したが、持論である『優勝チームに名捕手あり』を体現できた。古田の成長と合わせて、ヤクルトは強くなっていった。殿堂入りを誇りに思う。当時の選手では初めての殿堂入りは当然だろう」と祝福のコメントを寄せた。
2016年には「第11回 BFA U-18野球チャンピオンシップ」「第7回女子野球ワールドカップ」「第1回 U-23 野球ワールドカップ」の3大会のアンバサダーを稲村亜美とともに務める（BS-TBSの中継番組にも大会アンバサダーとして出演）。
2019年4月からは静岡県焼津市内の複数企業による企業複合型の社会人野球クラブチーム・焼津マリーンズのアドバイザーに就任。これはクラブ代表の戸﨑義人がトヨタ自動車時代のチームメイトだった縁によるものである。
2021年にはヤクルトの春季キャンプ第2クールからの臨時コーチを務める。ヤクルトへの指導は14年ぶりとなり、ブルペン捕手として石川雅規と14年ぶりにバッテリーを組んだり、打撃投手として投げ込んだりなど、熱のこもった指導が多く取り上げられた。
同年3月20日、日本女子ソフトボールリーグ機構理事に就任することが発表された。
2023年2月、3年連続となるヤクルトの春季キャンプの臨時コーチを務めた後、2月15日から同月末までMLBのアリゾナ・ダイヤモンドバックスの臨時コーチを務めることが発表された。2024年にも臨時コーチとしてダイヤモンドバックスの春季キャンプに参加しており「メジャーリーガーは練習しないと昔は言っていたけど、今は全然する。メチャクチャする」とキャンプでの1日6時間の猛練習を証言している。

## 選手としての特徴
かつて日本の野球界には「眼鏡を掛けた捕手は大成しない」というジンクスがあり、古田も眼鏡を着用していた（乱視がひどく、当時のコンタクトレンズでは自身の眼球に合わなかったため、止む無く眼鏡を着用していた）ことから、大学時代には首位打者を獲得しながらドラフト指名から漏れ、社会人からプロ入りする際にも「最大の欠点」と評された。しかし、プロ入り後は即戦力として活躍し、日本球界を代表する捕手となった。古田は殿堂入りした際の「一番誇れる記録は？」という質問に、「記録っていうか、メガネをかけてやってこれたことかな。目が悪くてメガネかけたプロ野球選手はダメだって言われた時代なんでね。高校生を含めてけっこうたくさんの人に“メガネかけてるんですけど、おかげで野球を続けてます”と言われて、やった甲斐あったかなあと思いましたねえ」と述べている。
正捕手として日本プロ野球名球会入りしているのは野村克也・古田・谷繁元信・阿部慎之助の4人のみである。野村は古田について、「初めてキャンプで見たときから、捕球や二塁への送球は天才的で、肩も強かった。当初はスカウトから『打撃には目をつぶってください』と言われたが、もともと頭のいい子だったから、投手の配球を読むことで上達し、2年目には首位打者も獲得した」と振り返り、賞賛している。また、古田の性格については「大変強気で自信家、そして目立ちたがりのところもある」と分析し、「捕手の本能も持っているが、それと同じくらい投手に近い考えもある」珍しいタイプと評している。

### 守備
「ID野球の申し子」の異名で名を馳せた。ピッチャーに初球から決め球を要求したり、3つ目のストライクを狙う時にストライクゾーン中央にストレートを要求したりして打者の裏をかいた。
持ち前の強肩に加え、送球前の動作や、捕球してから即座に送球動作へと移る技術、正確で素早く力強いスローイング等を徹底的に磨いた。1991年に12人連続盗塁阻止を記録し（岡田彰布に許して記録が止まった。岡田の盗塁はその年その一個）、1993年にはシーズン盗塁阻止率.644という日本記録を残した。1993年シーズンに加えて2000年シーズンにも盗塁阻止率6割以上の数字を残しており、キャリアでは盗塁阻止率リーグ1位を通算10回記録した。入団から13年連続で盗塁阻止率4割以上を残すなど、非常に高水準で安定した阻止率を長年維持しており、通算の盗塁阻止率でも.462という日本記録を持っている。
この高い捕球・送球能力について、その理由として下半身の柔軟さを挙げられることが多い。古田自身は股関節の柔らかさについて、「これは持って生まれたものだと思うんです。子供のころから、いわゆる女の子座りもできた。膝の関節も、じん帯も緩めなんです。よく伸びるというか、柔らかいというか……。特に膝は緩いかもしれませんね。というよりルーズ気味。人に引っ張られるとグラグラってする時がありますから」と述べている。
ミットを動かさずにボールと判定されてもおかしくない球をストライクに見せるキャッチング技術も持っていた。矢野燿大は「古田さんのキャッチングは、手で捕っているというよりも下半身で捕られているように見えるんです。右バッターのアウトサイドにボールが来るとする。そうすると、古田さんの場合、上半身の体勢はそのままで、下半身だけがアウトサイドに寄っていくんです。で、キャッチングの瞬間、フッと身体が内に寄る。手じゃなくて身体が寄るんです。低めのボールにしてもそう。もともと古田さんって、ぺちゃんって座れるじゃないですか。僕なんかだと股関節が固いから、低めに来たら手でしか上げられない。でも、古田さんは重心で上げられるんですよ。ベンチから、つまり、横から見ていたらようわかります。（中略）だから、審判にも絶対にストライクに見えるんです。僕らみたいに手をちょこっと動かしたりするのは審判にもバレバレなんですけど、古田さんはインコースだろうがアウトコースだろうが、下半身を動かして身体の中心で捕るんで、全部ストライクに見えるんですよね」と語っている（類似趣旨：村田真一）。
ただ単に球がミットに入りやすいという理由で大きなミットを好んで使った。
守備・打撃の両面で、それまで定説とされていた技術に対し、自身の経験に裏打ちされた独自の理論に基づく技術を構築している。かつて「捕手は捕球の際、脇を締めて構える」というセオリーがあったが、敢えて両腕をルーズにして、人差し指をおよそ45度にして構えた。これは脇を締めることで、肘の自由性を失うデメリットを懸念したためであり、脇を締めた状態（ミットを立てた状態）から低目の投球を捕球する際には、『ミットを上から被せにいく捕球しかできない』という。それだと捕球直後には腕を伸ばしきって一段とミットの位置を下げてしまうため、ボールと判定される見込みが高くなる。それを解消させようとミットを下から掬い上げる捕球を求めた結果、“脇を空ける構え”につながった。脇を締めていると真ん中に外に向かって取りにいった時ミットの重みもあってより外側に向くが、脇を締めずに最初から外回りでいけば、より的確にボールを取れる。新人時代には、それを見た野村監督から「お前、もういっぺんやってみい」と言われ、再現してみせると「ほう。お前、そうやるんか。なるほどな、勉強になったわ」と言われたという。
宮本慎也の談話によると、配球を根底にした守備体系の指示については、捕手の古田が全て務めていた。そのため古田の捕手としての出番が激減した2006年以降、それまで守備網に引っかかっていた打球が、あと一歩のところで外野に抜けていってしまう頻度が高まったという。
捕手の他、1993年のリーグ優勝が決定した次の試合で外野手（左翼手）、1997年に野村克則と守備位置を入れ替わる形で一塁手として出場したことがある。
現役時代の捕球により親指と人差し指の間の腱を酷使し、引退後には掌を開くと親指が手首の辺りまで垂れ下がるようになった。その様子を収めた動画を、本人は公式YouTubeチャンネルで2021年5月に公開した。

### 打撃
捕手としてはプロ野球史上最多の通算8回のシーズン打率3割を記録した。守備負担の大きい捕手を務めながら残した通算打率.294は、7000打数以上の選手中では歴代9位に位置する。プロ2年目の1991年には首位打者を獲得しており、同年の打率.3398は2012年に阿部慎之助が.3405を記録するまでは2リーグ制以降では捕手のシーズン打率の歴代最高記録だった。
スイングについては三井康浩が後に、下位打線にいた1年目から「これは下位のスイングじゃない」と確信を持っていたと証言している。
新人の頃に落合博満の打撃を捕手側から見て参考にし、自分の打撃に採り入れたという。打撃でも独自の理論を持ち、「2ストライク」になると三振があるため打率がグッと下がることから、初球の重要性を挙げている。
現役時代はピッチャーに合わせてバットを取り替えており、古田は自身を球界一バットを取り替えた男であると主張している。たとえば緩いカーブは短いバットなら先にあたるが、長いバットなら芯に当たるだろうという単純な理由で、相手によってバットを選んでいた。バットを頻繁に替えたのは、敢えてバットのせいにすることによって気持ちの切り替えを図るという狙いもあった。
現役時代、伊勢孝夫打撃コーチからは「強いて言うなら、お前は無手勝流だな」と言われており、引退後の自著でも定まった打撃フォームを持たない人物であったことを自認している。
本人は2021年5月の自身の公式動画で「ホームランを打てない訳ではないけど、打率重視、ヒット狙いの短距離打者」と打撃面の性質を語っていた。
引退後に本人は「後ろ足に体重を乗せ過ぎずに敢えて前にスウェーすることで際どい球に手首が返らないようにする」「スウェーしながら打つときに前肘を抜くようにし、体を後ろに戻して右足を軸に回転して打つと内角に詰まりにくい」と打撃論を語っていた。古田自身の若い頃は指導者が皆「脇を締めろ」と指導したが、2020年代になると脇を締めることに拘らない指導者が増えたとしている。

## 野球論
- チームのコンセプトには基本的に従うべきだが、お互いに遠慮が出て意思疎通が取れなくなるのも良くないため、ベテランの域に入った頃の古田は、新人に対して「違うと思ったら首を振れ」と指導していた。首を振って意思を表明した以上、責任が生まれるので、ピッチャーは必死になって投げるというのが古田の主張である[87]。
- 得意技を活かしたければ短所を無くすべきであって、それが出来なければいつまでたってもレギュラーにはなれないという趣旨の主張をしている[88]。
- 配球は裏をかくことが重要であり、例えばストライクからボールになる外角の変化球で安易に空振り三振を取りに行くと、肝心な時に配球を読まれるケースが増えるので推奨していない。古田は、キャッチャーにとって一番怖いのはホームランを打たれることそのものではなく大事な場面で打たれることであると言っている[89]。
- 監督時代、アダム・リグスを「バントしない2番打者」として重用したのは、バントでアウトを献上するよりも2番打者が安打を打って1番打者と合わせて走者が2人いる状況を作ること、リグスが足が速く併殺の恐れが少なかったことによる。また、当時のヤクルトでは後進の捕手も育っておらず、投手も信用できるレベルには達していなかったため、どうしても打って勝つしかなかった[90]。
  - 古田は現役時代より「送りバントをする2番打者」を「2番に打つ奴いた方が嫌なのにな」と否定していた。監督時代のある時「あそこはバントがセオリーでしょ?」と2番打者への采配に対して当時の若手記者が注文を付け、古田も抗弁するが尚も食い下がる若手記者に腹を立てると「古田監督、逆ギレ」と報復記事を書かれた[50]。
- 監督時代はとにかく打ち勝つ野球を目指していたため、新聞記者からも「もっと緻密な野球をすると思ったんですけどねえ」と皮肉られることもあった。だが古田にしてみれば「無い袖は振れない」という状況で生み出したその野球こそが緻密な野球であった[91]。監督時代の大味とも取れる采配を指して野村克也は自著で「奴は俺の考え方とは真逆な采配をやっていた」と批判していた。
- 最近の若い選手[注 2]は優しすぎる人間の下で過保護に育てられたため、決断力がないと分析している。そのため古田はそういう選手たちには強引にこちらの考えを強制するなど若干荒っぽく接した方が、結果を気にせずその場で出来ることに集中できるのではないかと考えている（2009年当時）[92]。一方2021年7月にアップロードした本人の動画では、現役時代に味方投手が試合で上手く投げられず降板して考え込んでいると「細かい性格の投手にはウソでも細かく答える」ことで納得させたとある[93]。
- 力を80%程度にセーブしながらシーズン中毎試合出場できる選手が優れた選手であり、観客にゲームを観てもらうプロとして適格だと考えている。そのためには、体力的にも精神的にもオンとオフの切り替えができることが重要であると自著で説いている[94]。
- 宮本慎也は「古田さんは年上の選手でもフェンスを怖がっている外野手がいると何怖っているんだ100年早いと言ったり、30過ぎてクイックができない投手がいると辞めてしまえと言う。今（平成末期の時代）はそういう選手はいないですね」と述べている[95]。
- 高いキャッチング技術が培われた要因として「人の言うことをあまり聞かなかったこと」を挙げている。本人は捕手というポジションについて「教えようがないわりに技術が必要」と表現している[78]。
- 野球選手に読書の必要性を主張しており、アマチュア時代から野球漬けであった選手の中には文字自体を拒絶する者もいる、そのような選手がプロ入りしてミーティングをきちんと聞かなかったりすると嘆いている。特に野村は「馬鹿っぽい奴が嫌い」であったため、野村の顔を潰さないように古田は読書で教養を身に着けたという[96]。
  - 古田はトヨタ自動車時代に先輩達から「お前らもう大学を卒業したんだから、漫画とか週刊誌とか卒業しろ」と教育されたといい、これを本人は「その頃の社会の流れ」と後年に分析していた。一方、五十嵐亮太は古田から『20世紀少年』を勧められたと語っており、漫画を完全に否定しているわけではない模様[96]。
- プロ野球選手はロマンを与えることが仕事と考えており、先発投手を早期交代させるために初回からカットする打撃を行う打者を「それをやったらプロ野球じゃない」と快く思っていない。また、日本球界時代のある時期に明治神宮野球場での試合で左翼ポール際を狙うことが多かった松井秀喜はオールスターの際にベンチで会った古田に「松井…志が低いよ」と苦言を呈されたことがある[97]。
- 昔の投手はロマンを求めてストレートにこだわっていたが、2022年シーズン時点ではカットボールなどを投げるツーシーム系の投手が増えたと証言している[98]。
- 走り込み肯定派であり、ウエイトトレーニングよりランニングによる負荷の方が大きいと主張している[99]。

### 「優柔決断」
2009年の自著では、インターネットなどによって情報量に優れているため、高校生などでもそのままプロで通用するのではないかと古田自身も思える選手が増えたという。だが、現在の若手選手は情報過多で頭でっかちのため経験が足りないと憂慮している。そんな古田は、1つの情報を得て満足するのではなく、違う方法も試し、人のアドバイスも聞いてみる、情報収集を行い、決断をスッパリと下す、「優柔決断」を推奨しているその上で大切なのは以下の通りである。
まず先入観や好き嫌いで篩にかけず、本、インターネット、人づてなど何でもよいので、あらゆる手段を使って情報を収集する。次に現在の環境に愚痴を漏らさず、与えられた環境の中でいかに最大限の力を発揮するかを大事にする。ブレることを恐れず、進歩することが必要なら成功体験に囚われず変化を求めるべきである。野球の技術を手に入れるためには、情報を収集するだけではなく実際に体験して自分のものにする。それから15秒から20秒の思考時間で取捨選択できるように、頭の中にファイルを作り、情報を体系化する。プロ野球選手は弱点を克服していなければレギュラーを守れるはずもないため、相手に弱点があっても、それが2年前の情報であればその情報を捨てる。そして成功イメージを描きすぎることによってそれに囚われて自分の打撃などができなくなるため、描きすぎないようにする。周りの空気に流されないことも重要である。即決グセを付け、最後は腹をくくることが大切である。

## 人物
趣味は将棋、ゴルフ、読書、映画鑑賞、投資など。音楽ではU2の大ファンである。書道は有段者。特に将棋では日本将棋連盟から1995年8月に初段、2004年11月には三段の免状を受けている。NHKの連続テレビ小説「ふたりっ子」にも「棋将」のタイトル保持者・毛利元彦役でスポット出演した。また、妻の中井美穂もNHKの「将棋講座」でアシスタントを務めたことがある。読書は、遠征での移動中にたまたま本を読んでいたところを、「漫画や週刊誌以外の、ちゃんとした本を読んでいる野球選手は見たことがない」と野村に称賛されたことを機にハマり始めた（古田曰く、「それ（褒められて）以降は漫画や週刊誌を読めなくなった」）。後に野村自身も、「人間学、社会学を鍛える」ための最善の手法であることや、（特に捕手において）「頭脳を鍛える」という意味もかねて、後進に強く勧めている。
また、野村が晩年に暴露したところによると、野村のヤクルト監督時代には自分で食事の支払いをしたことがないほどケチで、選手たちからの人望もそのせいで著しく低かったといい、女性にも手が早かった。野村は、古田ほど頭が良ければその自覚はないはずはないだろうが、古田はそれを気にしていなかったと感じていた。現役捕手として成功した一方で監督として成功しなかったのはそうしたところからだろうと、野村は分析している。
従兄にタレントの大木凡人がいる。また血縁ではないが、ヤクルト時代の同僚であった城石憲之とは縁戚関係（互いの従兄弟同士が夫婦）にある。城石の前夫人だった大橋未歩に城石との交際を薦めた。
大学時代には家庭教師などのアルバイトをしていた。4回生のゼミ（テーマは現代日本の中小企業問題）では、そのドラフト直前、当時の担当教授に進路を聞かれた際、「ドラフト待ってます」と答えている。
レーシングドライバーの田中哲也は大学時代野球部の同期にあたる。古田の活躍を目の当たりにした事で、野球の道を諦めレース界に転向し、国内を代表するトップレーシングドライバーとして活躍する事になる。
プロ入り後につけた背番号「27」については「（憧れていた）梨田さんの背番号8＋野村克也監督の背番号19＝27。とても気に入っています」と語っている。自身の引退後は準永久欠番扱いになっていたが、2022年から中村悠平が引き継ぐこととなり、彼から直接報告を受けるとエールを送った。
1993年には母校立命館大学のイメージキャラクターに選ばれた。その際のキャッチコピーは「ぼくのチームも大したもんだが、ぼくの母校も大したもんだ」。2008年には、京都の龍安寺にて同学の川口清史総長と語り合う、という内容の同学の広告に再登場した。
1994年にシングルCD「Xeno 〜見知らぬ人〜」を発売している（現在は廃盤）。なお、PVにはレコーディングの模様が使用されている。
1995年に野茂英雄がメジャーに挑戦し始めた際、国際大会で活躍していた野茂の姿を知っていた古田は、日本の各メディアや複数の野球評論家が「無謀」「ワガママ」と批判する中で、野茂の活躍を信じていた。
2001年のリーグ優勝の時、ウイニングボールをキャッチし、高津臣吾を抱擁して喜びを分かち合うはずだったが、石井一久に先を越され、古田はマウンド上で独りになり、日本シリーズでも同様のことが繰り返された。
2005年1月5日、故郷である兵庫県川西市から同市第1号の「名誉市民」に選ばれ、同日の記念講演で「子どもたちが大きな夢を持って育てるような環境づくりに貢献していきたい」と語った。
2005年から、公式ブログを開設。トラックバック数1位を誇る「ブログの女王」眞鍋かをりのブログを意識しており、「打倒眞鍋かをり」を宣言している。眞鍋がブログを書籍化した際には、古田が宣伝用の帯を担当し、古田が書籍化した際には、眞鍋が宣伝用の帯を書いている。公式ブログを開設する以前、試験的に「吉田淳也」という偽名でブログを数回書いていた。写真を載せていたのにも関わらず閲覧数はとても少なかったが、古田の公式ブログで紹介すると一気に閲覧数が増えたという。
眼鏡を掛け、飄々とした風貌からプロ入り当初は「のび太」と呼ばれ、マスコミにもそのニックネームでしばしば取り上げられた。2006年・2007年には前述の「F-Project」のデーイベントの企画として、古田自らによるプロデュース企画「メガネDay」が実施された。当日は眼鏡（伊達眼鏡も可）を着用して入場したファンには景品が進呈された他、場内には古田がこれまで着用していた歴代の眼鏡を展示。さらに試合前・イニング間には「面白メガネコンテスト」などのイベントも実施した。また選手・コーチや球団職員、マスコットも眼鏡を掛けてファンサービスに務め、報道関係者も便乗して眼鏡を掛けた。
2006年11月21日、男性誌GQ JAPANの読者投票により「GQ JAPAN Men of the Year 2006」のスポーツ部門で選出された。
プロ野球の現場退任後、数多くのマラソン大会に出場している。2009年3月22日、東京マラソンを完走。2010年5月16日、ホノルルトライアスロンを完走。2011年9月18日、アイアンマン70.3 セントレア常滑ジャパンを完走。2011年12月4日には、西オーストラリアでアイアンマンレースを完走した。
引退後はタレントとしても活躍しており、番組の企画から司会までこなす。「フルタの方程式」や「古田敦也のプロ野球ベストゲーム」「スポーツクロス」など冠番組がある。
2000本安打以上を記録した捕手では自身以外には野村克也と谷繁元信と阿部慎之助がいるが、野村・谷繁・阿部は現役引退後に専任監督を務めたことがある。一方捕手出身の2000本安打以上を記録した監督経験者の中では古田のみ専任監督の経験がない。なお、大卒・社会人経由での2000本安打達成は古田がNPB史上初。

## 詳細情報

### 年度別打撃成績
| 年 度      | 球 団      | 試 合 | 打 席 | 打 数 | 得 点 | 安 打 | 二 塁 打 | 三 塁 打 | 本 塁 打 | 塁 打 | 打 点 | 盗 塁 | 盗 塁 死 | 犠 打 | 犠 飛 | 四 球 | 敬 遠 | 死 球 | 三 振 | 併 殺 打 | 打 率 | 出 塁 率 | 長 打 率 | O P S |
| ---------- | ---------- | ----- | ----- | ----- | ----- | ----- | -------- | -------- | -------- | ----- | ----- | ----- | -------- | ----- | ----- | ----- | ----- | ----- | ----- | -------- | ----- | -------- | -------- | ----- |
| 1990       | ヤクルト   | 106   | 334   | 280   | 32    | 70    | 12       | 1        | 3        | 93    | 26    | 1     | 1        | 3     | 4     | 43    | 3     | 4     | 44    | 11       | .250  | .353     | .332     | .686  |
| 1991       | ヤクルト   | 128   | 485   | 412   | 58    | 140   | 23       | 5        | 11       | 206   | 50    | 4     | 5        | 4     | 3     | 62    | 7     | 4     | 59    | 10       | .340  | .428     | .500     | .928  |
| 1992       | ヤクルト   | 131   | 568   | 474   | 87    | 150   | 27       | 3        | 30       | 273   | 86    | 3     | 2        | 1     | 4     | 78    | 10    | 11    | 87    | 12       | .316  | .422     | .576     | .997  |
| 1993       | ヤクルト   | 132   | 595   | 522   | 90    | 161   | 29       | 0        | 17       | 241   | 75    | 11    | 4        | 9     | 2     | 59    | 0     | 3     | 83    | 15       | .308  | .381     | .462     | .842  |
| 1994       | ヤクルト   | 76    | 287   | 260   | 24    | 62    | 9        | 0        | 3        | 80    | 19    | 3     | 0        | 1     | 3     | 20    | 2     | 3     | 40    | 11       | .238  | .297     | .308     | .605  |
| 1995       | ヤクルト   | 130   | 551   | 487   | 88    | 143   | 18       | 1        | 21       | 226   | 76    | 6     | 0        | 5     | 7     | 46    | 0     | 6     | 51    | 24       | .294  | .357     | .464     | .821  |
| 1996       | ヤクルト   | 119   | 492   | 437   | 57    | 112   | 24       | 2        | 11       | 173   | 72    | 5     | 1        | 4     | 1     | 46    | 1     | 4     | 68    | 22       | .256  | .332     | .396     | .728  |
| 1997       | ヤクルト   | 137   | 598   | 509   | 74    | 164   | 32       | 2        | 9        | 227   | 86    | 9     | 4        | 3     | 4     | 69    | 4     | 13    | 64    | 11       | .322  | .413     | .446     | .859  |
| 1998       | ヤクルト   | 132   | 552   | 491   | 58    | 135   | 19       | 1        | 9        | 183   | 63    | 5     | 4        | 3     | 4     | 46    | 4     | 8     | 62    | 14       | .275  | .344     | .373     | .717  |
| 1999       | ヤクルト   | 128   | 548   | 483   | 79    | 146   | 26       | 2        | 13       | 215   | 71    | 10    | 3        | 4     | 7     | 51    | 4     | 3     | 41    | 8        | .302  | .368     | .445     | .813  |
| 2000       | ヤクルト   | 134   | 562   | 496   | 65    | 138   | 31       | 0        | 14       | 211   | 64    | 5     | 5        | 6     | 4     | 45    | 5     | 11    | 54    | 15       | .278  | .349     | .425     | .774  |
| 2001       | ヤクルト   | 121   | 503   | 441   | 59    | 143   | 23       | 0        | 15       | 211   | 66    | 1     | 0        | 3     | 7     | 43    | 2     | 9     | 41    | 17       | .324  | .390     | .478     | .868  |
| 2002       | ヤクルト   | 120   | 458   | 420   | 49    | 126   | 24       | 1        | 9        | 179   | 60    | 3     | 0        | 3     | 1     | 28    | 3     | 6     | 47    | 15       | .300  | .352     | .426     | .778  |
| 2003       | ヤクルト   | 139   | 576   | 509   | 69    | 146   | 27       | 1        | 23       | 244   | 75    | 2     | 0        | 4     | 3     | 49    | 6     | 11    | 77    | 14       | .287  | .360     | .479     | .840  |
| 2004       | ヤクルト   | 133   | 532   | 483   | 72    | 148   | 23       | 0        | 24       | 243   | 79    | 1     | 2        | 0     | 3     | 36    | 2     | 10    | 66    | 11       | .306  | .365     | .503     | .868  |
| 2005       | ヤクルト   | 96    | 357   | 329   | 29    | 85    | 15       | 0        | 5        | 115   | 33    | 1     | 0        | 1     | 3     | 19    | 0     | 5     | 54    | 8        | .258  | .306     | .350     | .656  |
| 2006       | ヤクルト   | 36    | 98    | 90    | 11    | 22    | 5        | 0        | 0        | 27    | 8     | 0     | 0        | 1     | 0     | 7     | 2     | 0     | 13    | 4        | .244  | .299     | .300     | .599  |
| 2007       | ヤクルト   | 10    | 19    | 18    | 2     | 6     | 1        | 0        | 0        | 7     | 0     | 0     | 0        | 0     | 0     | 1     | 1     | 0     | 0     | 1        | .333  | .368     | .389     | .757  |
| 通算：18年 | 通算：18年 | 2008  | 8115  | 7141  | 1003  | 2097  | 368      | 19       | 217      | 3154  | 1009  | 70    | 31       | 55    | 60    | 748   | 56    | 111   | 951   | 223      | .294  | .367     | .442     | .808  |

- 各年度の太字はリーグ最高。

### 年度別守備成績
| 年 度 | 球 団    | 捕手  | 捕手     | 捕手     | 捕手     | 捕手     | 捕手  |
| 年 度 | 球 団    | 試 合 | 企 図 数 | 許 盗 塁 | 盗 塁 刺 | 阻 止 率 | 捕 逸 |
| ----- | -------- | ----- | -------- | -------- | -------- | -------- | ----- |
| 1990  | ヤクルト | 106   | 55       | 26       | 29       | .527     | 5     |
| 1991  | ヤクルト | 127   | 83       | 35       | 48       | .578     | 12    |
| 1992  | ヤクルト | 130   | 60       | 31       | 29       | .483     | 2     |
| 1993  | ヤクルト | 132   | 45       | 16       | 29       | .644     | 7     |
| 1994  | ヤクルト | 76    | 24       | 12       | 12       | .500     | 2     |
| 1995  | ヤクルト | 130   | 67       | 35       | 32       | .478     | 6     |
| 1996  | ヤクルト | 118   | 60       | 36       | 24       | .400     | 7     |
| 1997  | ヤクルト | 137   | 61       | 33       | 28       | .459     | 7     |
| 1998  | ヤクルト | 132   | 68       | 38       | 30       | .441     | 10    |
| 1999  | ヤクルト | 127   | 59       | 32       | 27       | .458     | 13    |
| 2000  | ヤクルト | 134   | 73       | 27       | 46       | .630     | 7     |
| 2001  | ヤクルト | 116   | 43       | 22       | 21       | .488     | 2     |
| 2002  | ヤクルト | 113   | 52       | 30       | 22       | .423     | 8     |
| 2003  | ヤクルト | 139   | 71       | 44       | 27       | .380     | 5     |
| 2004  | ヤクルト | 130   | 58       | 43       | 15       | .259     | 8     |
| 2005  | ヤクルト | 87    | 32       | 24       | 8        | .250     | 1     |
| 2006  | ヤクルト | 21    | 10       | 9        | 1        | .100     | 1     |
| 2007  | ヤクルト | 6     | 5        | 5        | 0        | .000     | 1     |
| 通算  | 通算     | 1959  | 926      | 498      | 428      | .462     | 104   |

- 各年度の太字はリーグ最高（試合数は捕手として全試合出場）
- 赤太字は日本記録。
- 太字年はゴールデングラブ賞受賞。

### 年度別監督成績
| 年 度     | 球 団     | 順 位     | 試 合 | 勝 利 | 敗 戦 | 引 分 | 勝 率 | ゲ ｜ ム 差            | 本 塁 打               | 打 率                  | 防 御 率               | 年 齡                  |                        |
| --------- | --------- | --------- | ----- | ----- | ----- | ----- | ----- | ---------------------- | ---------------------- | ---------------------- | ---------------------- | ---------------------- | ---------------------- |
| 2006      | ヤクルト  | 3位       | 146   | 70    | 73    | 3     | .490  | 18                     | 161                    | .269                   | 3.91                   | 41歳                   |                        |
| 2007      | ヤクルト  | 6位       | 144   | 60    | 84    | 0     | .417  | 20.5                   | 139                    | .269                   | 4.07                   | 42歳                   |                        |
| 通算：2年 | 通算：2年 | 通算：2年 | 290   | 130   | 157   | 3     | .453  | Aクラス1回、Bクラス1回 | Aクラス1回、Bクラス1回 | Aクラス1回、Bクラス1回 | Aクラス1回、Bクラス1回 | Aクラス1回、Bクラス1回 | Aクラス1回、Bクラス1回 |

### タイトル
- 首位打者：1回（1991年）
- 最多安打：1回（1993年）

### 表彰
- 最優秀選手：2回（1993年、1997年）
- ベストナイン：9回（1991年 - 1993年、1995年、1997年、1999年 - 2001年、2004年） ※捕手部門で9度受賞はセ・リーグ最多タイ（他に阿部慎之助）
- ゴールデングラブ賞：10回（1990年 - 1993年、1995年、1997年、1999年 - 2001年、2004年） ※捕手部門で10度受賞は歴代2位、セ・リーグ最多。4年連続はセ・リーグ捕手最長タイ（他に大矢明彦）
  - 三井ゴールデン・グラブ レジェンズ（捕手部門）
- セ・リーグ連盟特別表彰：2回（会長特別賞：2003年、特別功労賞：2007年） ※2003年は1試合4本塁打のプロ野球タイ記録を受けて
- 野球殿堂競技者表彰（2015年）
- 正力松太郎賞：1回（1997年）※選手として表彰
- 日本シリーズMVP：2回（1997年、2001年）
- 月間MVP：4回（1991年5月、1993年8月、1997年5月、1997年9月）
- 最優秀バッテリー賞：6回
  - 1991年 投手：西村龍次
  - 1992年 投手：岡林洋一
  - 1995年 投手：テリー・ブロス
  - 1997年 投手：田畑一也
  - 2000年 投手：五十嵐亮太
  - 2001年 投手：藤井秀悟
    - ※6回選出は歴代最多タイ記録
- 最優秀バッテリー賞特別賞：1回（1993年）
- オールスターゲームMVP：2回（1991年 第1戦、1992年 第2戦）
- 最優秀JCB・MEP賞：1回（1993年）
- JA全農Go・Go賞：2回（強肩賞：1993年9月、最多二・三塁打賞：2000年8月）
- センチュリーベストナイン（捕手）[121]
- 報知プロスポーツ大賞：3回（1992年、1997年、2001年）
- 日本プロスポーツ大賞殊勲賞：3回（1993年、1997年、2001年）[122]
- 毎日スポーツ人賞
  - ファン賞（1997年）
  - 文化賞（2004年）
- 第42回ゴールデン・アロー賞：1回（スポーツ賞：2004年）
- 兵庫県スポーツ優秀選手特別賞：1回（2005年）[123]※2000本安打達成を受けて

### 記録
初記録

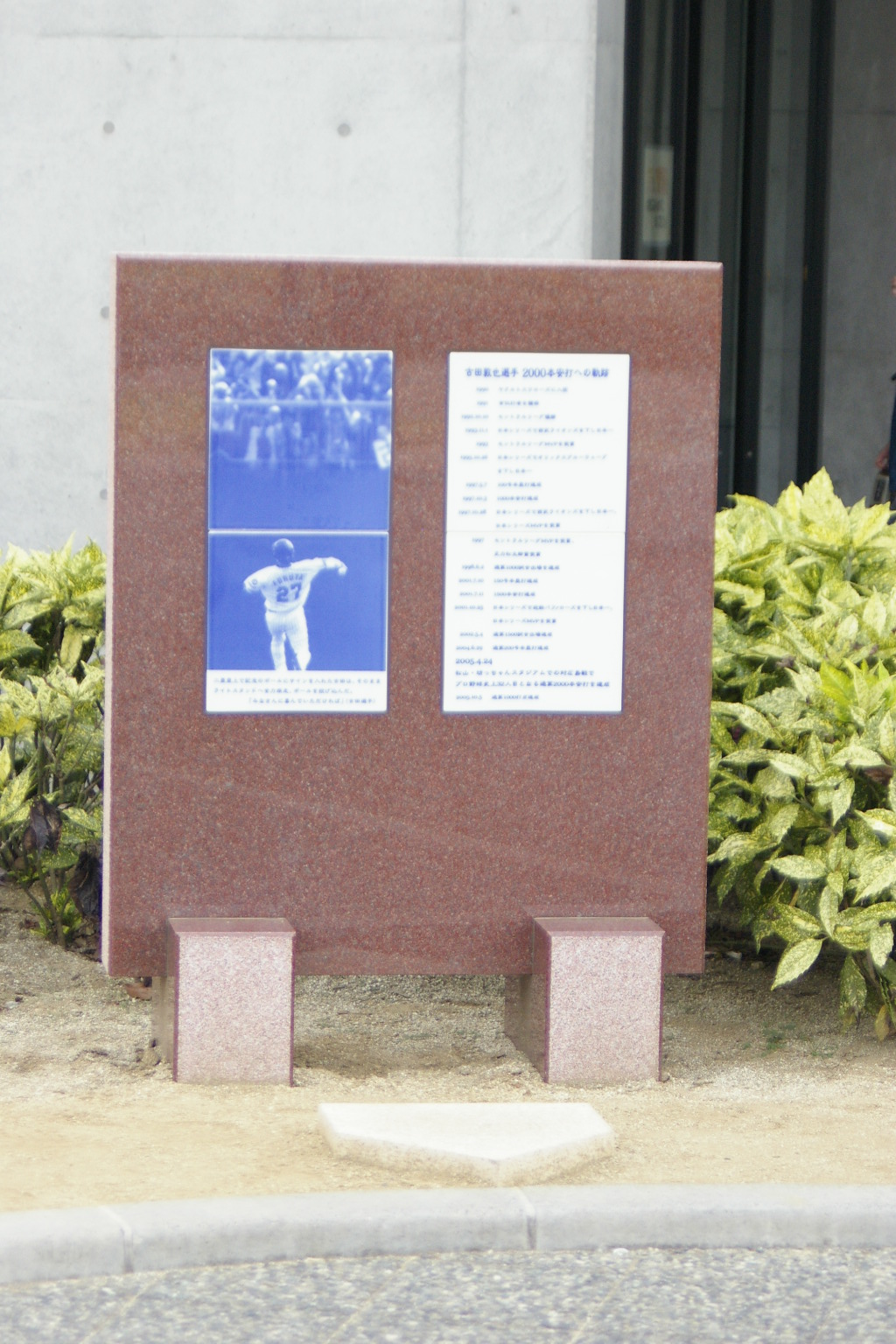
松山坊っちゃんスタジアムにある、古田敦也2000本安打達成記念碑

- 初出場：1990年4月11日、対中日ドラゴンズ2回戦（明治神宮野球場）、6回表に秦真司に代わり捕手として出場
- 初先発出場：1990年4月28日、対読売ジャイアンツ3回戦（明治神宮野球場）、8番・捕手として出場
- 初安打・初打点：1990年4月30日、対読売ジャイアンツ5回戦（明治神宮野球場）、2回裏に木田優夫から左中間へ2点適時二塁打
- 初本塁打：1990年6月6日、対広島東洋カープ8回戦（広島市民球場）、6回表に北別府学から3ラン

節目の記録
- 100本塁打：1997年5月7日、対読売ジャイアンツ4回戦（明治神宮野球場）、7回裏に入来祐作から左越ソロ ※史上190人目
- 1000安打：1997年10月3日、対広島東洋カープ24回戦（広島市民球場）、3回表に黒田博樹から中前適時打 ※史上186人目
- 1000試合出場：1998年6月2日、対中日ドラゴンズ9回戦（ナゴヤドーム）、4番・捕手として先発出場 ※史上343人目
- 150本塁打：2001年7月10日、対読売ジャイアンツ13回戦（東京ドーム）、6回表にダレル・メイから左越逆転2ラン ※史上118人目
- 1500安打：2001年7月11日、対読売ジャイアンツ14回戦（東京ドーム）、1回表に上原浩治から右越ソロ ※史上82人目
- 1500試合出場：2002年5月4日、対中日ドラゴンズ6回戦（明治神宮野球場）、5番・捕手として先発出場 ※史上135人目
- 300二塁打：2003年4月4日、対阪神タイガース1回戦（大阪ドーム）、9回表にジェフ・ウィリアムスから右中間二塁打 ※史上40人目
- 200本塁打：2004年6月29日、対横浜ベイスターズ14回戦（宮城球場）、9回表に土居龍太郎から左越場外ソロ ※史上80人目
- 3000塁打：2004年9月25日、対広島東洋カープ27回戦（広島市民球場）、6回表に小山田保裕から左中間へソロ ※史上38人目
- 350二塁打：2005年4月19日、対横浜ベイスターズ3回戦（明治神宮野球場）、3回裏に吉川輝昭から左翼線二塁打 ※史上24人目
- 2000安打：2005年4月24日、対広島東洋カープ5回戦（坊っちゃんスタジアム）、6回裏に大竹寛から三塁強襲二塁打 ※史上32人目（捕手としては野村克也に次いで歴代2人目、大学卒・社会人野球出身選手として初）
- 1000打点：2005年10月5日、対中日ドラゴンズ21回戦（明治神宮野球場）、8回裏に真中満の代打として出場、高橋聡文から左前適時打 ※史上27人目（大学卒・社会人野球出身選手として初）
- 1000得点：2006年6月4日、対オリックス・バファローズ6回戦（明治神宮野球場）、7回裏に中前安打で出塁に後にアダム・リグスの左越3ランで記録 ※史上33人目
- 2000試合出場：2007年4月19日、対横浜ベイスターズ3回戦（明治神宮野球場）、8番・捕手として先発出場 ※史上37人目（捕手登録の選手史上5人目、大学卒・社会人出身選手初。なお、古田はこの試合で退場処分を受けている）

その他の記録
- シーズン盗塁阻止率.644：1993年 ※日本記録
- 4打数連続本塁打：2003年6月28日 ※史上17人目18度目、歴代2位タイ[124]
- 1試合4本塁打：同上 ※史上最多タイ
- 捕手ゲーム19刺殺：2005年4月6日 ※日本タイ記録[125]
- オールスターゲーム出場：17回（1990年、1991年、1992年、1993年、1994年、1995年、1996年、1997年、1998年、1999年、2000年、2001年、2002年、2003年、2004年、2005年、2006年）※現役最終年の2007年はコーチとして出場

### 背番号
- 27（1990年 - 2007年）（準永久欠番）

## 著書

### 単著
- 『古田ののびのびID野球』（学研、1993年）ISBN 4054001181
- 『古田のブログ』（アスキー、2005年）ISBN 4756146937
- 『フルタの方程式』（朝日新聞出版、2009年）ISBN 4022506318
- 『「優柔決断」のすすめ』＜PHP新書634＞（PHP研究所、2009年）ISBN 4569774210
- 『フルタの方程式　バッターズ・バイブル』（朝日新聞出版、2010年） ISBN 4022507381
- 『古田式・ワンランク上のプロ野球観戦術』＜朝日新書506＞（朝日新聞出版、2015年） ISBN 4022736062
- 『うまくいかないときの心理術』＜PHP新書1041＞（PHP研究所、2016年）ISBN 9784569826929

### 共著
- （周防正行）『古田式』（太田出版、2001年）ISBN 4872335813
- （谷川浩司）『心を読み、かけひきに勝つ思考法』（PHP研究所、2002年）ISBN 4569622313 ※2004年に『「勝負脳」を鍛える』と改題し文庫化
- （岡田武史、平尾誠二）『勝利のチームメイク』（日本経済新聞社、2003年）ISBN 4532164389 ※2008年に文庫化
- （日本プロ野球選手会共編）『決意!合併・1リーグ制NO!宣言』（双葉社、2004年）ISBN 4575297437
- （鈴木寛）『子育てキャッチボール』（徳間書店、2007年）ISBN 9784198623432
- （NHK取材班）『ベストゲーム プロ野球最高の名勝負』（ヨシモトブックス、2017年）ISBN 9784847093142

## 関連情報

### 野球以外での受賞

#### ファッション関連
- ベストドレッサー賞：1回（スポーツ・芸能部門：2005年）

#### その他
- 川西市民栄誉賞（1996年）[126]
- 川西市名誉市民（2005年）[126]
- 日本PR大賞（2004年）[127]
- GQ MEN OF THE YEAR 2006（スポーツ部門：2006年）[119][120]

### 出演

#### テレビ番組

##### 情報・報道番組
- NEWS23 (TBS)
高津臣吾が高津哲也として変装してゲストに出た。
- 新報道プレミアA（フジテレビ・関西テレビ）
2007年10月7日の引退試合に登場。11月25日にはコメンテーターとして出演。
- 北京オリンピック中継（フジテレビ）
総合キャスターを相武紗季とともに担当。
- サンデーLIVE!!（2017年10月1日 - 、テレビ朝日・朝日放送→朝日放送テレビ・メ〜テレ共同制作）
コメンテーターおよびコーナー担当としてレギュラー出演[128]。

##### バラエティ番組
- スポーツマンNo.1決定戦（1998年 - 2001年、2003年 - 2005年、TBS）
第4回プロスポーツマン大会に参戦。大会出場を「年に1度の自己確認」とし、特にMONSTER BOXの自己記録更新に毎回、執念を見せていた。第6回プロスポーツマン大会では14段から自己記録を2段更新する16段を成功。また、頭脳系のTHIRTYでは毎回種目別No.1を目指すも準決勝で敗退とNo.1を掴めなかったが、最後の出場となった第11回プロスポーツマン大会で、ついにTHIRTYで種目別No.1を獲得し、悲願を成し遂げた。またその大会ではSPIN OFFで木元邦之と相川亮二のプロ野球選手相手に勝利し準決勝進出する活躍もあり、総合8位で自身初の総合上位入賞を果たした。インタビューで明るい一面を見せることが多く、大会の盛り上げ役も買って出ていた。

プロスポーツマン大会
| 大会       | 放送日       | 総合順位 |
| ---------- | ------------ | -------- |
| 第4回大会  | 1998年1月1日 | 11位     |
| 第5回大会  | 1999年1月1日 | 11位     |
| 第6回大会  | 2000年1月1日 | 15位     |
| 第7回大会  | 2001年1月1日 | 9位      |
| 第9回大会  | 2003年1月1日 | 12位     |
| 第10回大会 | 2004年1月1日 | 13位     |
| 第11回大会 | 2005年1月1日 | 8位      |

- くりぃむクイズ ミラクル9（不定期出演、テレビ朝日系列）

##### 教養・ドキュメンタリー番組
- アインシュタインの眼（2010年4月 - 2012年3月、BSプレミアム）
メインキャスターとしてレギュラー出演。
- 古田敦也のスポーツトライアングル（2012年3月 - 2012年9月、NHK BS1）
メインプレゼンテーターとして出演、題字など達筆も披露
- 仲村トオル・古田敦也が追う維新の・ぼーる（2012年10月27日、愛媛朝日テレビ）
- 古田敦也のプロ野球ベストゲーム（2013年5月3日・11月7日 - 2014年3月14日・2015年3月20日、NHK BS1）
司会（プレゼンター）担当
- 野球魂（2014年8月12日、NHK　BS1）
ナビゲーター
- オトナの社会科見学（2015年4月14日 - 2016年9月27日、BS朝日）
ナビゲーター[129]

##### スポーツ番組
- フルタの方程式（テレビ朝日）
初の冠番組、月1回の放送。
- F1グランプリ（フジテレビ）
2009年のイギリスGPにてゲスト出演。
- 速報!スポーツLIVE（テレビ朝日）
レギュラーコメンテーターとして出演。
- 中居正広のプロ野球魂（2011年12月30日・2013年12月24日・2021年3月27日 - 、不定期特番、テレビ朝日）
- SPORTS X（2012年4月14日 - 2019年9月27日、BS朝日）
- スポーツ酒場 語り亭（2013年4月27日・2014年4月4日・2014年10月5日、NHK BS1）
野球がテーマの回に常連ゲストとして出演。
- 熱闘甲子園（2015年 - 、全国高等学校野球選手権大会期間中〈毎年8月〉、朝日放送→朝日放送テレビ・テレビ朝日共同制作）
- 2020高校野球 僕らの夏（2020年8月8日 - 17日、甲子園高校野球交流試合期間中、朝日放送テレビ）[130]

##### ドラマ
- 連続テレビ小説ふたりっ子（1996年10月 - 1997年3月、NHK総合）
第129話・130話に棋士・毛利元彦役で出演。
- アストロ球団（2005年8月 - 10月、テレビ朝日）
第1話（第一球）と最終話（第九球）に本人役で出演。
- 役者魂!（2006年10月 - 12月、フジテレビ）
第6話（2006年11月21日放送）に桜子の担任教諭・森役で出演。ドラマ企画担当の高井一郎と美穂夫人はフジテレビの同期入社という縁で普段から親交があり、高井の出演依頼を受けての出演だった。
- ガリレオ 第2シーズン 第四章「曲球る」（2013年5月6日、フジテレビ）
田辺誠一扮する元プロ野球投手柳沢のピッチングパートナー宗田祐輔役で出演。
- 青空ふたたび（2019年8月、全10話、ABCテレビ）
第2話に学校の校長役で出演。
- 海と空と蓮と（2021年8月、全11話、ABCテレビ）
女子マネージャー・川田蓮の父親である川田正平役で出演。
- 八月は夜のバッティングセンターで。 八回「チームリーダー」（2021年9月2日、テレビ東京）
本人役で出演。選手兼任監督を務めた現役時代と同じく監督として登場[131]。
- DCU 第2話（2022年1月23日、TBS）
北能登の市議会議員・岡部正三役で出演[132]。

#### ウェブテレビ
- ボブ・サップ緊急来日!第1回Abema杯5種競技HAOOO5!（2017年10月14日、10月22日、AbemaTV）[133]

#### その他のテレビ番組
- 第46回NHK紅白歌合戦（1995年12月31日、NHK総合・ラジオ第1） - 審査員

#### ラジオ番組
- 古田敦也 ラジオもやってます（2008年4月 - 2010年3月、ニッポン放送）

#### CM
- アイメトリクス・ジャパン（1992年 - 2007年）
古田は1992年7月に同社と契約し、以来同社の眼鏡を愛用し続けている。2006年・2007年にはF-Projectのデーイベント「メガネDay」の協賛も行った。
- 東日本旅客鉄道（JR東日本）（1993年・踏切事故撲滅キャンペーン）
横浜線の淵野辺駅近くの踏切で撮影。なお、このCMには当時ヤクルト監督の野村克也もナレーションに参加している。
- 東京デジタルホン（現ソフトバンク）（1994年）
ヤクルトの選手たちを架空の企業「ツバメ商事」の社員たちに当てはめたストーリー。社長役の野村をはじめ、営業部員として同僚の広沢克己、荒井幸雄、荒木大輔、池山隆寛らと共演した。
- マリンフード ホットケーキ（1995年）
- ヤクルト本社（1996年、2006年3月ほか）
現役時代はヤクルトのCMにも数回出演。1996年のCMでは夫人の中井美穂と共演した。また2006年のCMはブロックサインを交えたユニークなものであった。
- トヨタホーム（1996年）
古田が親会社のトヨタ自動車OBであることから出演が実現。こちらも夫人と共演した（夫人は1998年まで出演）。
- サッポロ黒ラベル（2002年）
- ゼット（2003年）
・企業イメージCM「もっとうまくなりたい。」編に登場し、古田は現役時代、同社とアドバイザリー契約を結び、同社のバット、ミット、プロテクターなどを使用していた。
- 富士写真フイルム（2005年4月）
企業イメージCM「あしたにつづく写真」第4編に登場し、古田は“思い出の一枚”として立命館大4年時に撮影した写真を選び、当時の思い出を語った。
- 三井ダイレクト損害保険（2005年4月 - ）
- ホワイトバンドプロジェクト（2005年）
- ユニデン（2006年 - 2007年）
- 任天堂「Wii Fit」（2007年 - ）
これを機に、Miiコンテストチャンネルの題材にされた。
- サッポロビールビアファイン（2008年）
- パナソニック4枚刃電気シェーバー「ラムダッシュ」（2008年）
- 日本航空（2008年 - 、JALカード編、クラスJ編）

クラスJ編では、古田の現役引退試合の1シーンや少年野球チームを指導するシーンがある。
- ハウスドゥ（2013年 - ）
- コロプラ プロ野球PRIDE（2013年）
- サントリープレミアムモルツ香るエール（2019年）

#### PV
- RYO『HOMARE』[134][135][136]

### ゲーム
- 古田敦也のシミュレーションプロ野球2：1996年8月24日発売。ヘクトより販売。スーパーファミコン用ソフト。

### ディスコグラフィ

#### シングル
- Xeno～見知らぬ人～（1994年4月8日、東芝EMI）

### その他
- 一般財団法人 藤本育英財団 理事[137]
- 片岡篤史チャンネル（2020年5月3日配信）
- めちゃコミックオリジナル漫画『古田敦也がメガネに転生した件』（作画：堂仙こいる、原案：オトノ／楠風夏）[138]
- テレビアニメ『球詠』予習大作戦！新越ナインのきらら野球だよ？（2020年3月6日-2020年4月1日まで不定期配信） avex pictures公式YouTubeチャンネル  にて第二回 、第三回 、第四回 、第五回  にゲスト（特別講師）として出演。